# Lubieszewo, Hạt Gryfice
Lubieszewo [lubjɛˈʂɛvɔ] (tiếng Đức: Lübsow) là một ngôi làng thuộc khu hành chính của Gmina Gryfice, thuộc quận Gryfice, West Pomeranian Voivodeship, ở phía tây bắc Ba Lan. Nó nằm khoảng 4 kilômét (2 mi) phía đông Gryfice và 71 km (44 mi) về phía đông bắc của thủ đô khu vực Szczecin.
Trước năm 1945, khu vực này là một phần của tỉnh Pomerania của Đức. Đối với lịch sử của khu vực, xem Lịch sử của Pomerania.